# Чеченская башенная архитектура

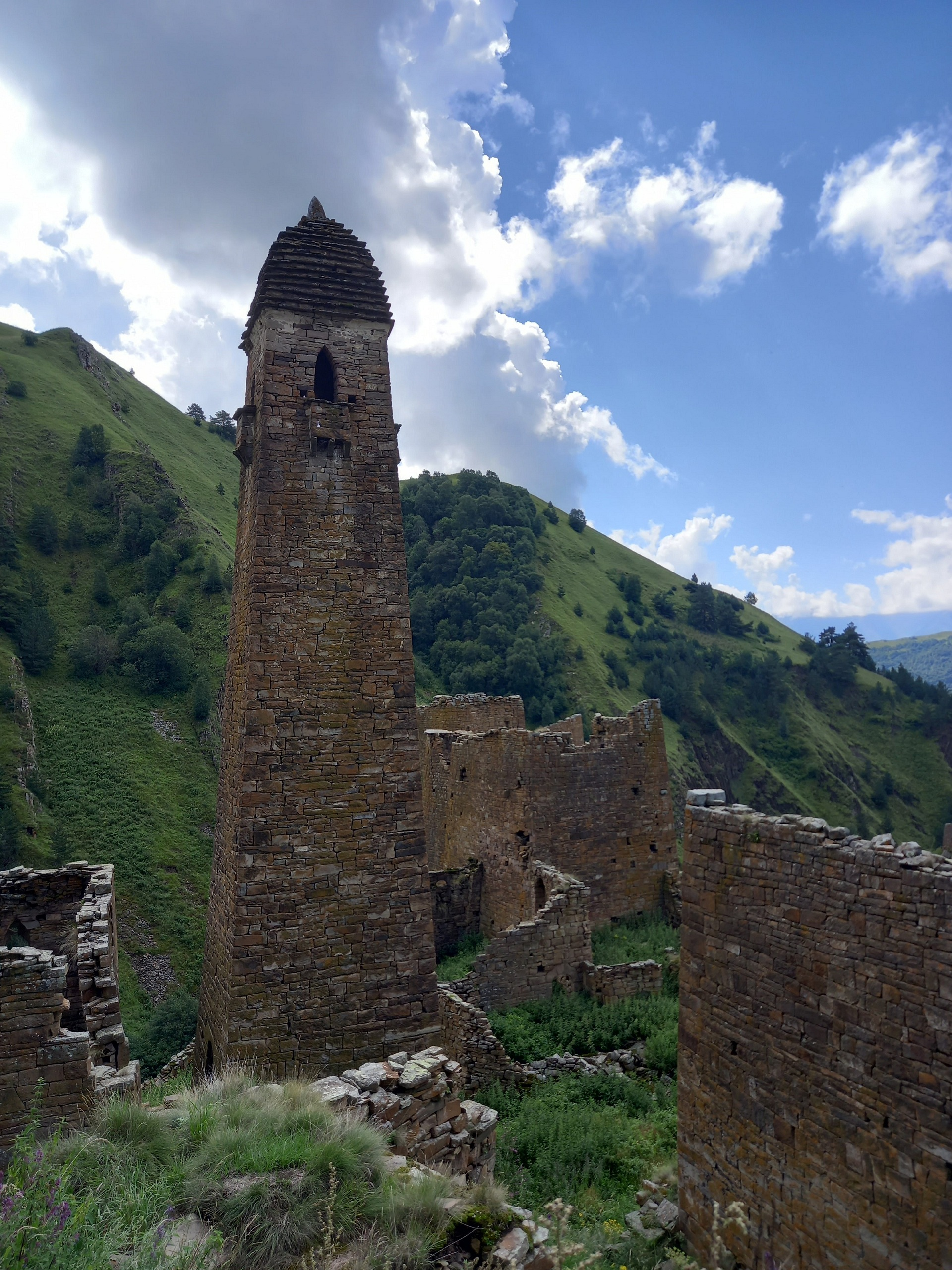
Никаройская боевая башня

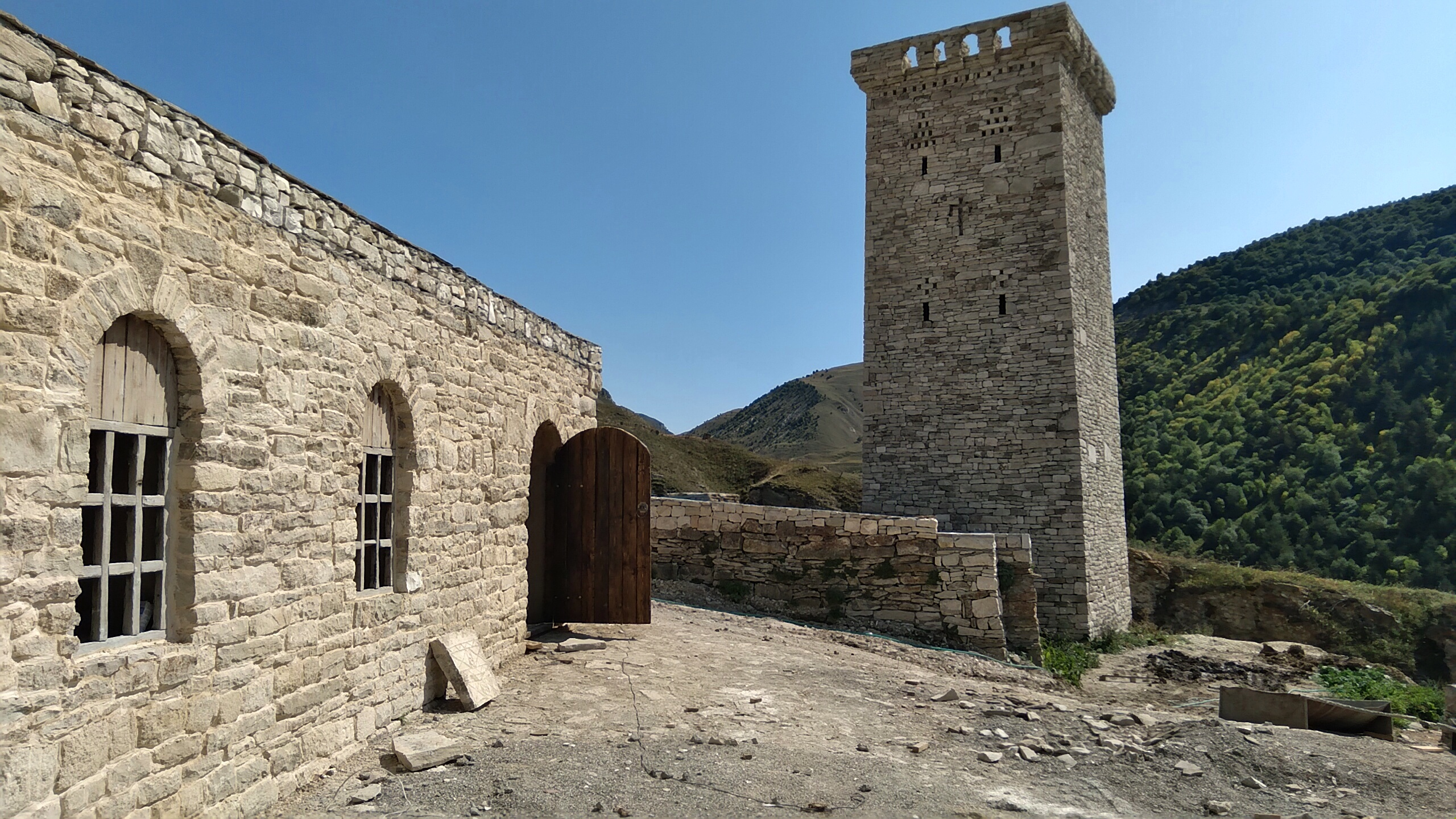
Боевая башня в селении Хой

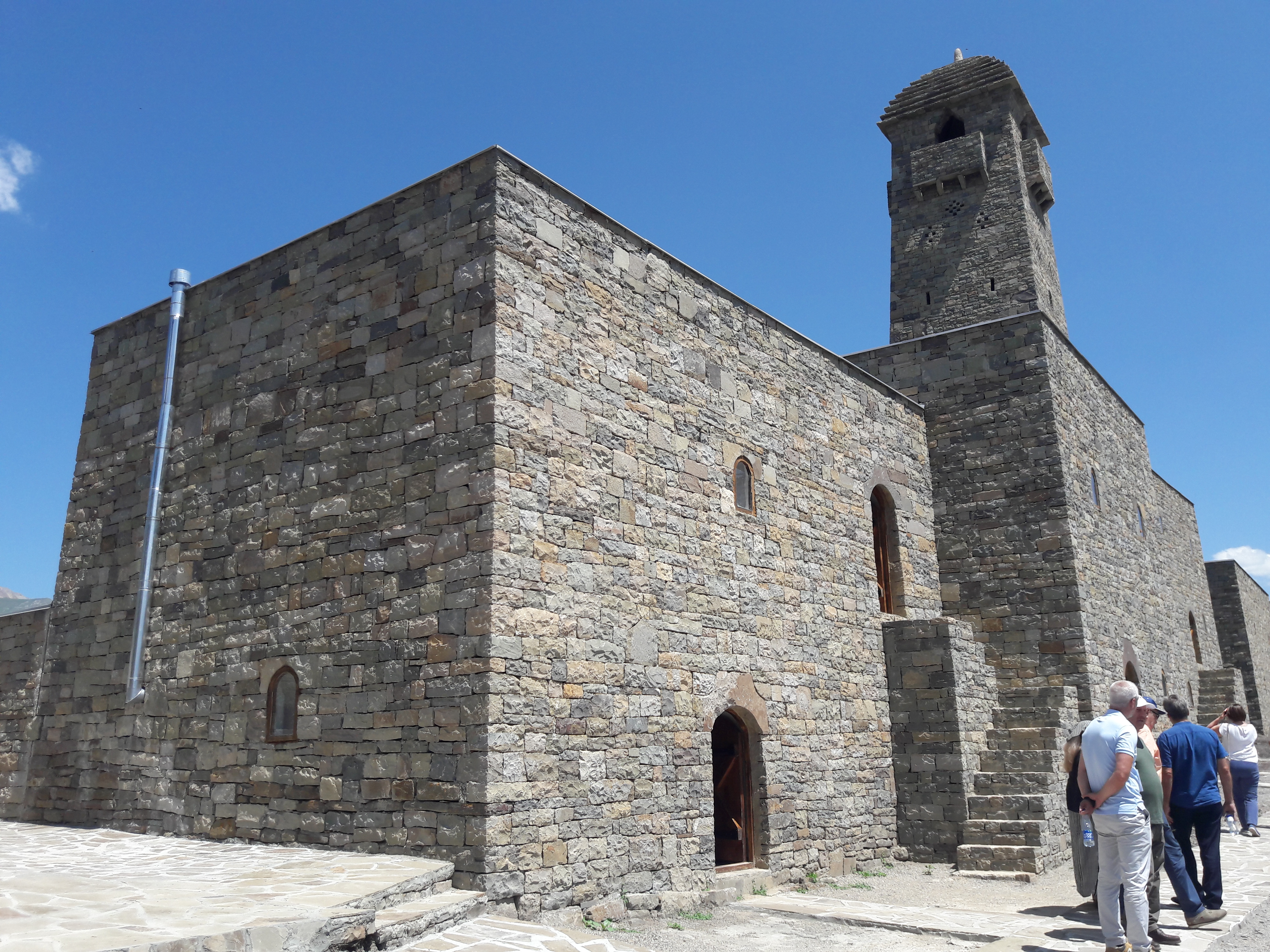
Одна из башен Шаройского историко-архитектурного комплекса

Чеченские башни и архитектура — традиционная система строительства каменных башен, получившая распространение на территории Чечни в период с X по XVIII века. Башни возводились преимущественно в высокогорных и предгорных районах и служили жилыми, оборонительными и сигнальными сооружениями. В ряде случаев они совмещали несколько функций одновременно, что определяло их конструктивные особенности.
Архитектура башен отражает особенности военной, социальной и родовой организации чеченского общества. Высокая степень адаптации к горному рельефу, развитая система сигнализации, прочность конструкций и выразительный облик делают чеченские башни одним из ярчайших примеров средневекового зодчества на Северном Кавказе.
Как отмечает профессор Ш. Б. Ахмадов, современные исследователи сходятся во мнении, что не только башни, но и другие памятники — склепы, святилища, а также культовые и надмогильные сооружения — являются выдающимися образцами традиционного чеченского каменного строительства. Особое место занимают каменные надгробные стелы — «чурты», на которых мастера-камнетёсы высекали символические изображения, зависящие от пола и статуса умершего.

## Общие характеристики
Чеченские башенные строения возводились с использованием местных технологий и природных материалов. Часто в кладке использовались обработанные камни и блоки, вторично извлечённые из более древних сооружений, датируемых X—XVI веками до нашей эры.
Башни, как правило, имели квадратное основание со стороной от 6 до 12 метров. Их высота варьировалась от 10 до 25 метров в зависимости от функционального назначения (жилая, полубоевая или боевая). Стены были наклонены внутрь, с постепенным утончением на верхних ярусах. Внешние поверхности могли быть украшены петроглифами, символами или ритуальными знаками.
Развитие архитектурных форм башен тесно зависело от характера местного рельефа, состава строительного камня, а также от традиций и задач родовой общины. В разных регионах Чечни сформировались различные типы башен — от компактных четырёхэтажных до стройных шестиэтажных оборонительных сооружений со ступенчатой кровлей.
Процесс строительства сопровождался обрядами и ритуалами. Особое внимание уделялось выбору места: его «чистоту» определяли при помощи домашних животных или благоприятных снов. После этого приносили в жертву животное — чаще овцу, реже быка, — и окропляли кровью основание. Первый камень укладывался с благословения уважаемого человека — в прошлом это был жрец, позже — мулла или старейшина.
Возведение башни начиналось без специального фундамента, чаще всего прямо на скальном основании. В случае отсутствия скалы грунт тщательно проверяли: его уплотняли, поливали водой или молоком, а также использовали «тест кувшина» — глиняный сосуд с водой зарывали в землю и проверяли через несколько дней уровень жидкости. Если вода просачивалась — место считалось непригодным.
В основании башни укладывались массивные каменные монолиты, достигавшие в длину двух метров и весившие несколько тонн. Их перемещали при помощи ворот (чӏагӏарг или зеразакъ) или воловьих саней. Кладка выполнялась на известковом или известково-глинистом растворе, часто с использованием битого камня; в редких случаях применялась сухая кладка.
Строительство завершалось установкой пирамидальной кровли. Последний камень — «цурк»(чечен. ЦIурку) — укладывался вручную зодчим, взбиравшимся по лестнице, привязанной к машикулям. Это считалось делом высокой чести, но также сопряжённым с риском: неудачные попытки могли закончиться смертью. В случае успеха мастер получал в подарок быка. Полное возведение башни обходилось семье в 50-60 голов крупного рогатого скота.

## Жилые башни

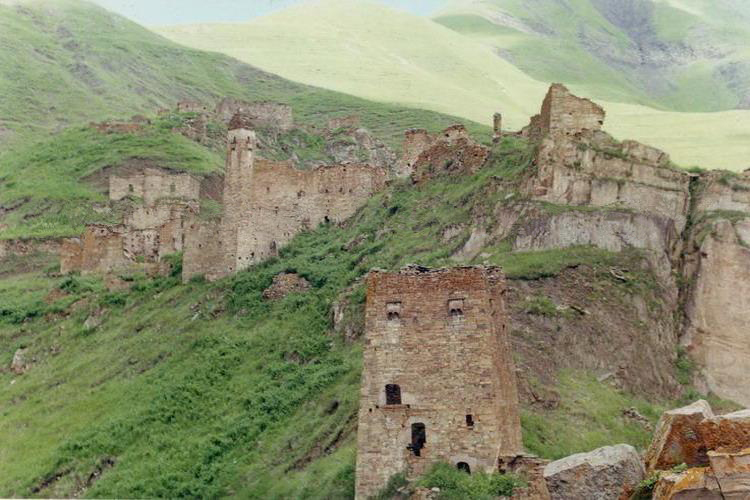
Руины селения Никарой. На переднем плане — жилая башня.

Классическая жилая башня имела близкое к квадратному основание (обычно 8—10 × 8—12 м) сужалась кверху, имела от 2 до 4 этажей (однако в селении Никарой сохранилась 6-этажная) и плоскую земляную крышу. Сужение достигалось из-за утончения стен в верхней части и наклона их внутрь. Толщина стен варьировалась от 1,2-0,9 метра в нижней части до 0,7-0,5 метра в верхней. В Майсте, в отличие от других районов Чечни, кровли жилых башен делали скатными, из крупных каменных плит.

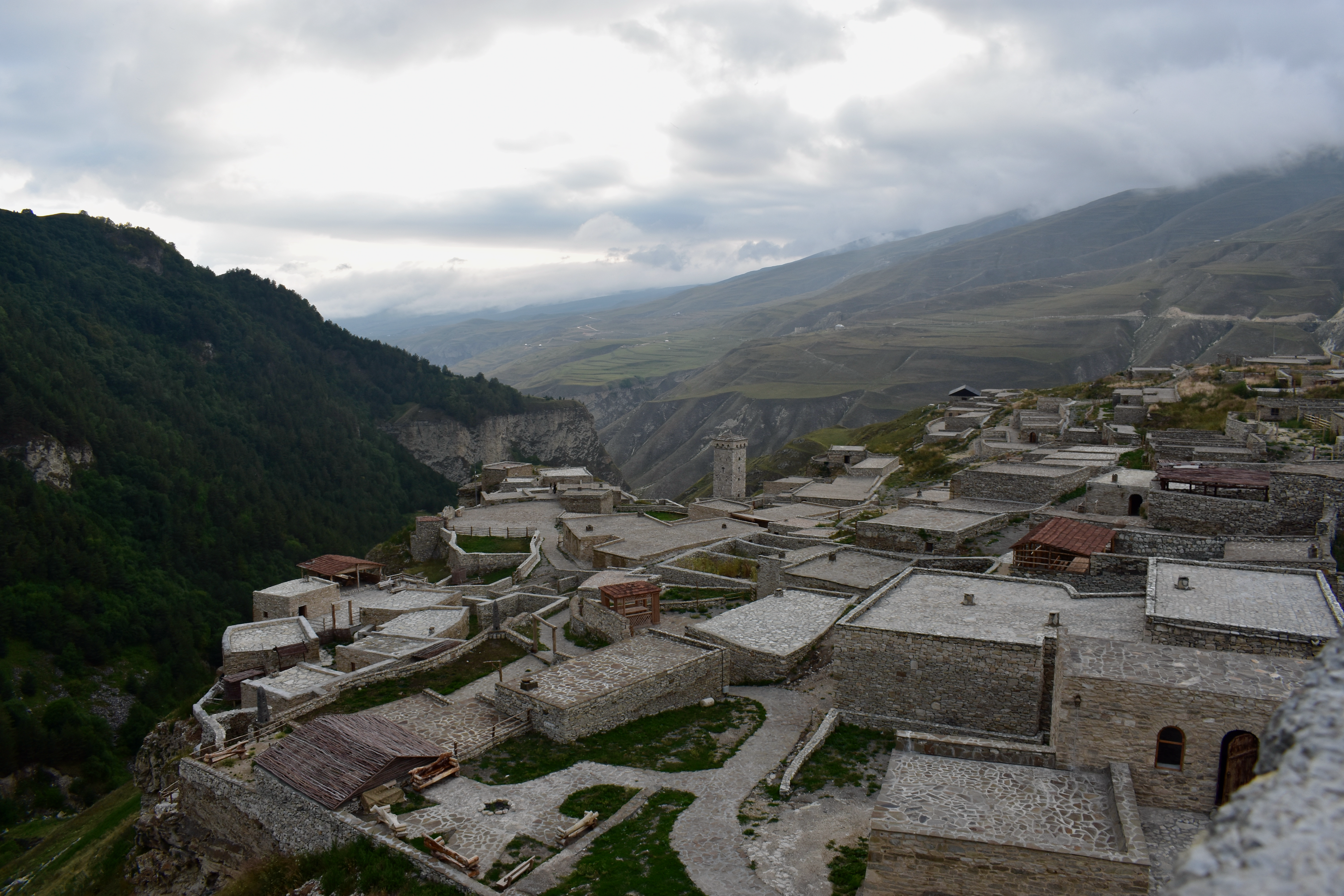
Хой в прошлом крупнейшее военное поселение на Кавказе.

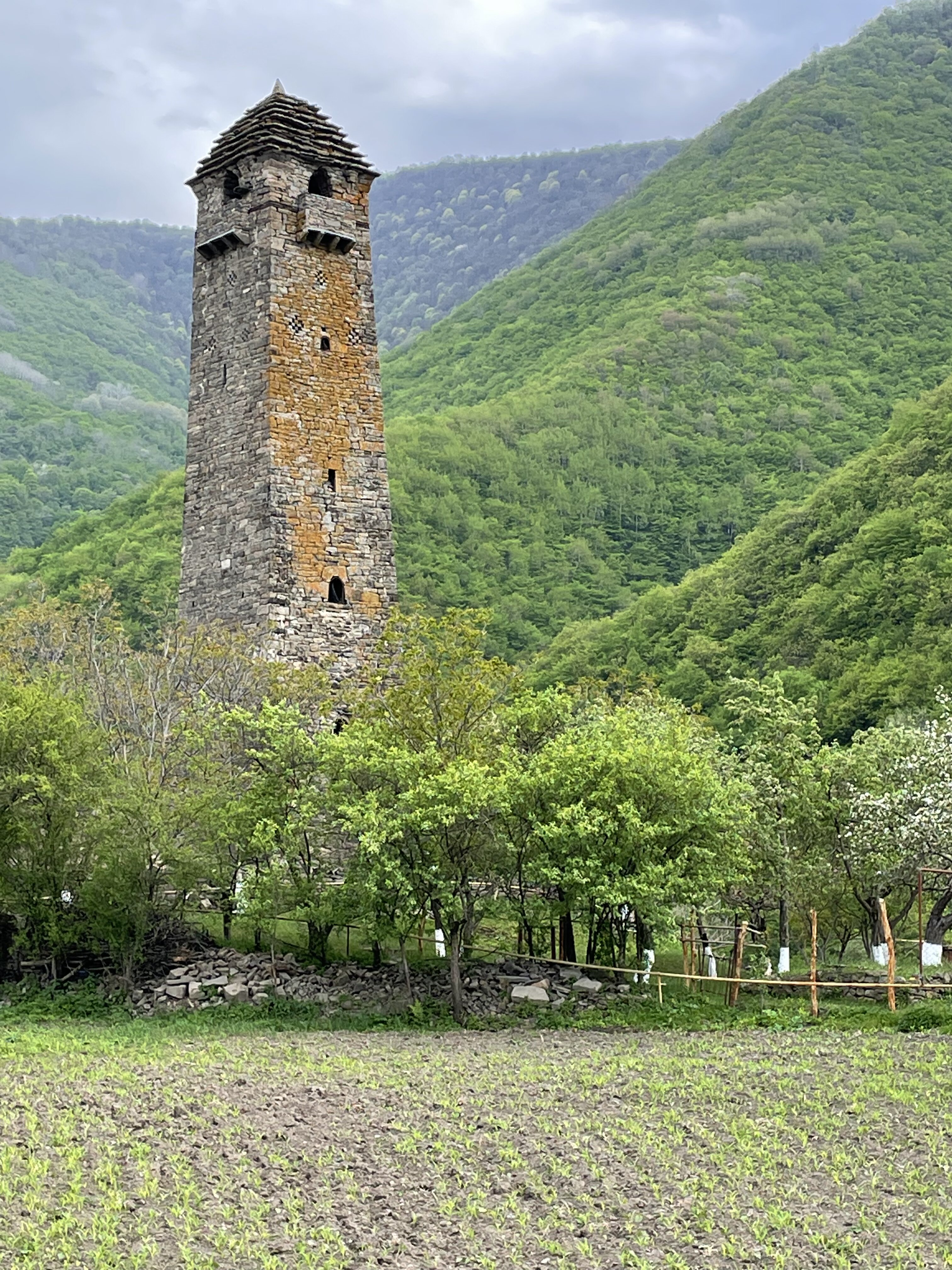
Одна из башен в Тазбичи

Стены башни ориентировались по сторонам света. Со внешней стороны наносились магические знаки, оберегающие башню, фамильные знаки, свидетельствующие о древности и знатности фамилии. При строительстве новой башни в её стены укладывались камни с петроглифами из старой. По этой причине камни с петроглифами нередко выделяются по характеру обработки и цвету. Традиции ритуального использования элементов старого жилища в новом строении сохранились до сих пор. При строительстве нового дома чеченец всегда укладывает в фундамент нового дома хотя бы камень из старого дома, чтобы перенести оттуда и благодать.

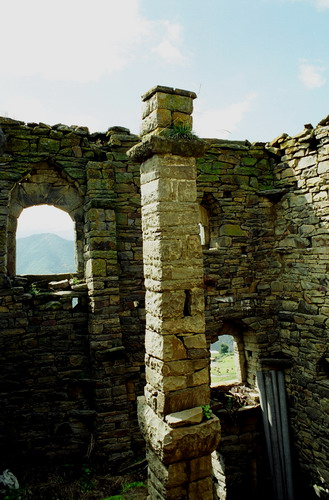
Центральный столб (аьрда бӏогӏам) жилой башни в Хаскали

Жилые башни строились на возвышенных местах недалеко от источника воды. Нередко к башне подводили потайной водопровод на случай военной опасности. Сохранилась легенда об осаде башенного комплекса на горе Бекхайла в Аргунском ущелье. Комплекс состоял из трёх боевых и одной жилой башен, обнесённых высокой каменной стеной. Он был построен на высоком обрывистом утёсе. Вода поступала в укрепление по подземным каменным желобам. Враги долго не могли взять комплекс. Но кто-то из местных жителей, враждовавших с защитниками башни, посоветовал осаждавшим накормить животных солью и пустить к башне. Животные, мучимые жаждой, стали рыть землю в том месте, где проходил подземный водопровод. Враги нашли водопровод и уничтожили его. Защитники ночью через подземный выход покинули крепость.
Используемые камни имели различные размеры и перед укладкой тщательно обрабатывались с наружной стороны. Стены возводились на известковом или известково-глинистом растворе с использованием битого камня. Иногда использовалась и сухая кладка.
В центре башни стоял опорный столб. На нём держались балки перекрытий. Продольные балки укладывали на пилястры или угловые камни. Они служили опорой для более тонких балок. На эти балки укладывался слой хвороста, на который насыпали глину и утрамбовывали её. Опорный столб назывался аьрда бӏогӏам. В древние времена этот столб имел культовое значение. Чеченцы долгое время сохраняли опорный столб в виде элемента конструкции жилища, так же как и его сакральный смысл.
Чеченские жилые башни конструктивно не отличались от сванских, ингушских и осетинских, но превосходили их размерами и числом этажей. Два нижних этажа предназначались для скота. На первом этаже держали крупный рогатый скот и лошадей. Часть помещения отгораживалась для хранения зерна. Иногда для этого выкапывалась специальная яма с выложенными камнями стенами и дном. Пол хлева был дощатым или выкладывался плитняком. Для лошадей устраивали специальный загон.
На втором этаже содержали овец и коз. Этот этаж имел отдельный вход. Скот загонялся на второй этаж по бревенчатому настилу.
Третий этаж (в трёхэтажных башнях — второй) служил жилищем для семьи. Здесь хранилось имущество семьи. В ранние времена вещи развешивались на металлических крючьях, нередко в специальных нишах в стене. У стен устанавливались деревянные полки для посуды. Оружие вешалось над постелью хозяина. В военные времена это было необходимостью, которая в позднейшее время стала традицией.
В центре помещения располагался каменный очаг — кхерч. Очаг состоял из круглой каменной плиты, обложенной камнями. Котёл устанавливался на металлический треножник — очакх. Дым выходил через окна. Здесь семья готовила и принимала пищу, отдыхала. Впоследствии вместо очага стали устанавливать пристенный камин — товха. Но место очага и надочажная цепь оставались для чеченцев и других народов Кавказа священными. Очагом клялись, прикоснувшийся к надочажной цепи кровник должен был быть помилован. Кража, совершенная возле очага, считалась смертельным оскорблением. В очаг нельзя было бросать сор. Во время уборки сор нужно было мести от очага, а не в его сторону. Оставшиеся после еды крошки хлеба бросали в горящий очаг.

Интерьер жилой башни в с. Терти. Резная деревянная перегородка украшена петроглифами и орнаментом

Семья принимала пищу совместно, недалеко от камина, за треногим столиком. Молодожёны ели отдельно. Гостя кормили в первую очередь. Трапезу с ним делил лишь хозяин дома. С гостьей трапезу делила хозяйка.
Спали на широких деревянных или каменных топчанах, устланных расшитым войлоком. Часть членов семьи спала на полу на матрасах из овечьей шерсти, укрываясь бурками и тулупами. Зажиточные семьи имели расшитую узорами шёлковую постель. Днём она складывалась в дальнем углу помещения. Укладка постели был почти ритуалом. Хозяйка дома должна была знать правила и последовательность её свертывания.
На последнем этаже хранился инвентарь и продукты. Здесь спали гости и молодожёны. Этот этаж использовался и военных целях в случае нападения. На плоской кровле ставился котёл со смолой и заготавливались камни. При осаде башни их сбрасывали на врага. Кровля строилась из толстых, уложенных вплотную брёвен. Сверху укладывался слой хвороста, а затем глины, которая тщательно утрамбовывалась. Для улучшения обороноспособности башни стены иногда делали выше кровли.
В тёплое время на плоской кровле сушили снопы, мололи и веяли зерно. Летом семья здесь обедала и проводила досуг.
Для сообщения между этажами использовались лазы. К ним приставлялись брёвна с зарубками или лестницы. Каждый этаж, кроме последнего, имел свою дверь. Двери и окна делались в виде закруглённых арок из крупных монолитов. С боковых сторон проёма делались ниши для засова, на который запиралась дверь, которая изготавливалась из толстых досок. Окна были очень маленькими. На верхних этажах они также служили бойницами. Зимой и ночью окна закрывались деревянными ставнями или каменными плитами. Летом окна затягивались прозрачной плёнкой из внутренностей животных.
Жилая башня была собственностью одной семьи. По мере взросления детей в башне с родителями мог остаться только младший сын. При этом новая семья не могла жить в одном помещении с родителями. Она или переселялась на верхний этаж или в этом же помещении для них отгораживалось место с отдельным очагом.
Оборонительная функция жилой башни была второстепенной. Но с учётом опасностей Средневековья, владельцы башен старались максимально придать им оборонительные возможности. В экстерьере башни практически не использовалось дерево, чтобы башню нельзя было поджечь снаружи. Верхний этаж всегда был оборонительным. Высота башни усиливала убойную силу стрел и камней защитников и делала их недосягаемыми для нападавших. Машикули всегда устраивали над дверью, чтобы исключить возможность приближения к двери противника. Дверь была всегда узкой и низкой. Она располагалась с наиболее недоступной стороны, что усложняло применение стенобитного орудия. Со внешней стороны дверной проём был значительно уже, чем с внутренней, тем самым прикрывая края двери.

Башня в Дисхи значительно разрушенная во время военных действий в Чечне. На заднем плане виден склеп «Домик красавицы».

Часто жилые башни имели потайной подземный выход, по которому при необходимости можно было выйти в относительно безопасном для себя месте.

### Эволюция жилой башни
По мере ослабления внешней угрозы оборонительное значение жилых башен снижалось, поэтому жилая башня утрачивала оборонительные элементы (машикули, оборонительный этаж), увеличивалось число окон и дверей, уменьшалось число этажей, появились хозяйственные пристройки, тенденции к горизонтальной планировке.
Постепенно жилая башня трансформировалась в обычный двухэтажный каменный дом. К. Ф. Ган писал в 1901 году:
Дом достаточного чеченца построен обыкновенно из известняка в два этажа под плоской крышей. В нижнем этаже помещаются хлев и кухня. К верхнему этажу, отступающему на сажень назад, снаружи ведет каменная лестница. Этаж делится на четыре помещения, из которых первое, у входа, самое большое, имеет шагов 12 в ширину и 20 в длину. Тут стоят несколько деревянных кроватей и высокие кадки, выдолбленные из цельного дерева, диаметром в два-три фута, где хранятся пшеница и кукуруза; тут же стоят громадные мешки, набитые шерстью. Налево от этого помещения — гостиная, или кунацкая, с двумя кроватями, несколькими сундуками и полками на одной стене; на другой висит разного рода оружие; пол тут, как и во всех комнатах, земляной, но здесь он покрыт коврами. К кунацкой примыкает маленькое помещение для хозяйственных принадлежностей. За всеми этими комнатами расположена громадная кладовая, таких же размеров, как и входная комната. Тут опять стоят кровать и громадные сундуки грубой плотницкой работы, сколоченные когда-то пленными русскими солдатами, несколько больших чанов, наполненных чеченским сыром, две-три высоких кадки с кукурузой. К стенам прикреплены тазы, тарелки и посуда разной величины, а к потолку на больших деревянных крючках привешены слегка прокопченные курдюки и надхребетные части хорошо выкормленных баранов.
Позднее жилые башни часто перестраивались в обычные дома со скатной кровлей. Примером этого явления может быть дом, который сохранился в селении Ушкалой на правом берегу Аргуна.

## Боевые башни

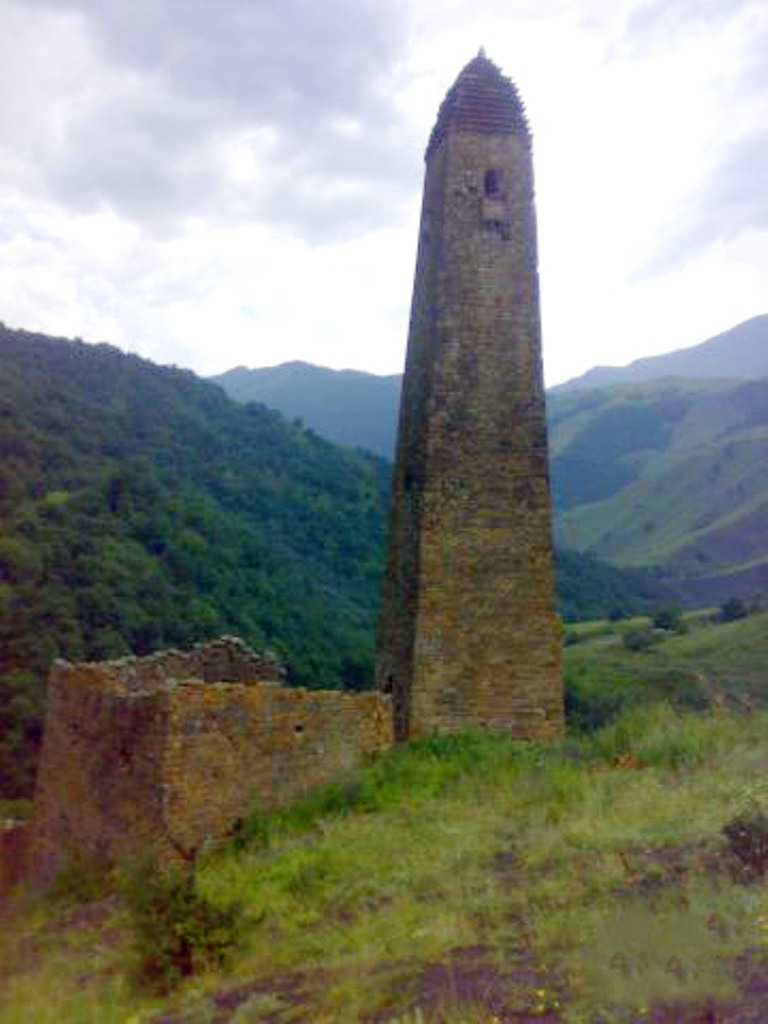
Боевая башня в селении Моцкарой.

Боевые башни — это характерный тип оборонительных сооружений, получивших распространение на территории исторической Чечни в период с Х по XVIII века. Они представляют собой многоярусные прямоугольные постройки, возведённые из тёсаного камня, с ярко выраженным вертикальным развитием и сужением к вершине. Средняя высота подобных конструкций составляла от 18 до 25 метров при основании 4-5 × 5 метров; боевые башни насчитывали от четырёх до шести этажей, а их высота достигала 25 метров. Толщина стен у подножия достигала 1,1 метра и постепенно уменьшалась к верхним ярусам до 0,7 метра.
Конструктивной особенностью башен было размещение входа на уровне второго этажа, доступ к которому обеспечивала приставная лестница. В случае угрозы она убиралась внутрь, что препятствовало проникновению извне. Как правило, башни имели четыре или пять этажей, соединённых системой внутренних деревянных или каменных переходов, зачастую выполненных в виде зигзага. Верхние ярусы предназначались для обороны, а нижние — для временного пребывания людей и хранения запасов. Отличительной чертой чеченских боевых башен являются петроглифы и орнаментальные изображения на стенах, которые, вероятно, имели сакральное или охранительное значение. Также характерным элементом служат машикули — небольшие защитные балкончики на верхнем ярусе, использовавшиеся для эффективной круговой обороны.
Согласно мнению ряда исследователей, включая В. И. Марковина и С. Ц. Умарова, боевые башни развились как отдельный тип в процессе архитектурной эволюции более ранних жилых башен. Полубоевые башни в этом контексте рассматриваются как промежуточная стадия.
Боевые башни не предназначались для продолжительных осад: внутреннее пространство было ограниченным, как и возможности хранения воды, продовольствия и боеприпасов. В сторожевых и сигнальных башнях, как правило, несли дежурство небольшие группы из 4-6 человек. Их основная функция заключалась в подаче сигнала тревоги, а также в краткосрочной защите членов родовой группы, проживавших в соседних жилых строениях.
По мнению этнографа Л. М. Ильясова, такие башни в ряде случаев играли важную роль в системе оповещения и наблюдения, обеспечивая визуальную связь между поселениями и позволяя своевременно реагировать на внешние угрозы. Их размещение на стратегически выгодных возвышенностях способствовало эффективному выполнению сигнальных задач общины.
К началу XXI века на территории Чеченской Республики насчитывается более 200 сохранившихся боевых башен, несмотря на многочисленные разрушения, вызванные войнами и политическими потрясениями XX века.

### Виды боевых башен

#### Башни с плоской кровлей

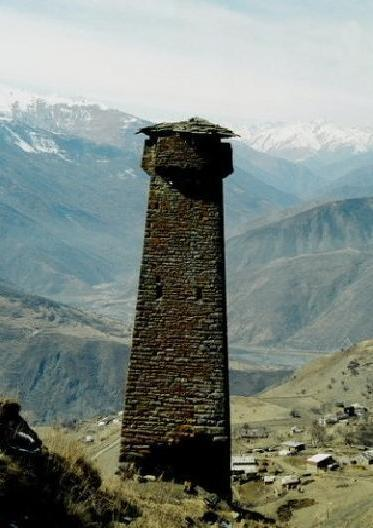
Хаскалинская башня с плоской кровлей.

Такие башни являются самыми древними. Их отличительными особенностями являются грубая обработка камня, не очень большая высота, небольшой угол сужения кверху. Обычно имели не больше четырёх этажей. Чаще всего использовались как сигнальные и сторожевые или были элементами цитадели. Строились они обычно в труднодоступных местах — на вершинах обрывистых утёсов, речных мысах. Одной из сохранившихся боевых башен той эпохи является Хаскалинская башня датируется X—XII веками.

#### Башни с плоской кровлей с зубцами по углам
Период постройки башен этой группы — с XIV по XVI века. Они отличаются большей высотой, некоторой «стройностью», тщательностью обработки камня и большим углом сужения к верху. Такие башни могли быть и сигнальными, и сторожевыми, и частью какого-либо комплекса-замка. В горной области, где расселялись нахские этногруппы, башен с плоской кровлей с зубцами по углам немного, например, к этому типу относится боевая башня на левом берегу Меши-хи в Малхисте.

#### Башни с пирамидально-ступенчатой кровлей

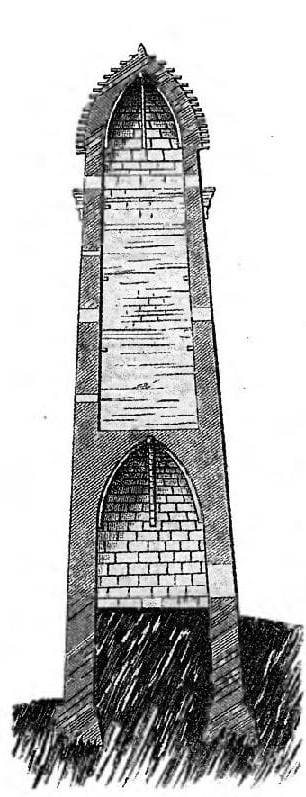
Хайбах. Боевая башня в разрезе. Рисунок В. Миллера. 1886 год.

Боевые башни с пирамидально-ступенчатой кровлей, широко распространённые в Чечне в Средние века, представляют собой наиболее совершенные в архитектурном и инженерном отношении фортификационные сооружения этого стиля. Эти башни отличаются стройной формой: они имеют сравнительно небольшое основание (в среднем около 5 × 5 м) и значительную высоту при резко выраженном сужении к вершине, что придаёт всей конструкции визуальную устремлённость вверх и усиливает оборонительные качества.
Как правило, такие башни входили в состав замковых комплексов, включавших в себя также жилые постройки, хозяйственные помещения и оборонительные стены. Подобные комплексы были особенно распространены в Чечне.
Каждый этаж башни, начиная со второго (поскольку вход традиционно располагался именно на этом уровне), оборудовался бойницами и наблюдательными щелями, обеспечивавшими круговой обзор и возможность ведения обороны с разных уровней. В некоторых башнях встречаются дверные проёмы на нескольких этажах, размеры которых последовательно уменьшались по мере сужения тела башни кверху, что характерно для образцов с многоярусной ступенчатой крышей.
Особое внимание в архитектуре боевых башен уделялось верхнему боевому ярусу, где размещалась развитая система машикулей — выступающих оборонительных платформ, позволявших вести огонь по противнику, подошедшему вплотную к подножию. В чеченских башнях машикули обычно устраивались на пятом этаже и представляли собой навесные конструкции без дна, крепившиеся на мощных каменных консолях (обычно от двух до пяти). Через узкие вертикальные щели в стенах, расположенные вблизи машикулей, защитники могли стрелять вниз, сохраняя при этом укрытие.
Развитость системы машикулей является одной из отличительных черт чеченских боевых башен: аналогичного числа опорных консолей не встречается в других регионах Кавказа. Ещё одной уникальной особенностью чеченских башен является характер их кровли: так называемая пирамидально-ступенчатая крыша, сложенная из горизонтальных поясов камня, число которых могло варьироваться от 4 до 16.

### Фортификационные свойства боевых башен
Благодаря своей высоте башни значительно усиливали возможности оборонявшихся и ограничивало возможности напавших:
- Пущенные снизу стрелы и камни значительно теряли свою поражающую силу;
- Башня давала обороняющимся возможность кругового обстрела и увеличивала его дальность[34].

Когда осаждавшие оказывались в непосредственной близости на них лили кипяток и кипящую смолу. Бойницы для ружей появились на башнях примерно в XVI веке.

## Полубоевые башни
С ростом внешней опасности в XIII—XIV веках усиливались фортификационные свойства жилых башен. Они стали выше, число этажей выросло, форма в плане стала квадратной. На верхних этажах над входной дверью стали делать машикули. Выросло качество кладки стен и обработки камня. Опорный столб отсутствовал. Такая башня, находившаяся в селении Баулой, имела пять этажей. На всех этажах, кроме последнего, имелся дверной проём с восточной стороны. Восточная и западная стены защищались машикулями. Два первых этажах были предназначены для скота, третий и четвёртый были жилыми, а пятый — оборонительным. Такие башни обязательно имели парапет, дававший дополнительные преимущества защитникам башни. Такие башни сохранились в селениях Никарой, Баулой, Хайбах, Ца-Кале
, Цеча-Ахки. В. И. Марковин назвал этот тип башен полубоевым. По его мнению, полубоевые башни были переходным типом в эволюции от жилой башни к боевой.
Полубоевые башни сочетали свойства и жилой, и боевой башен. В условиях ограниченных ресурсов это было рациональным решением, так как избавляло от дополнительных расходов на строительство отдельной боевой башни. Однако такая башня не получила широкого распространения. Вероятная причина этого связана широким распространением к тому времени башенных комплексов и замков, которые при прочих достоинствах, давали возможность их владельцам укрыть весь свой скот.

## Башни, встроенные в скальные ниши

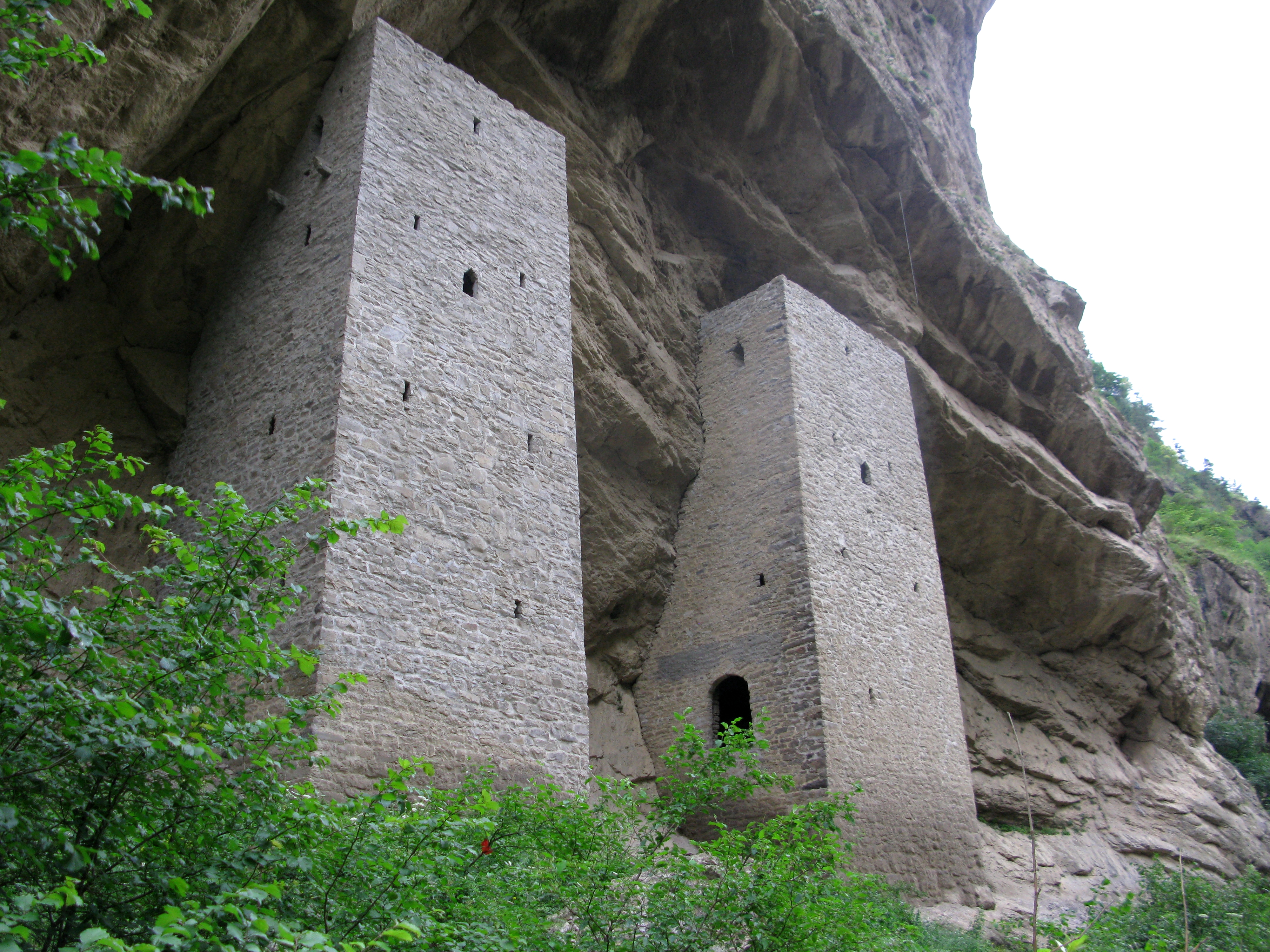
Ушкалойские башни.

Встроенные в скальные ниши башни соединяли в себе жилую и оборонительную функции. Такие башни располагались в скальных массивах, на крутых каменистых берегах рек. Расщелины в скалах или пещеры закладывали со внешней стороны камнями. Они имели одну стену (Нихалойская, Моцаройская) или три (Ушкалойские, Башинкалинская).

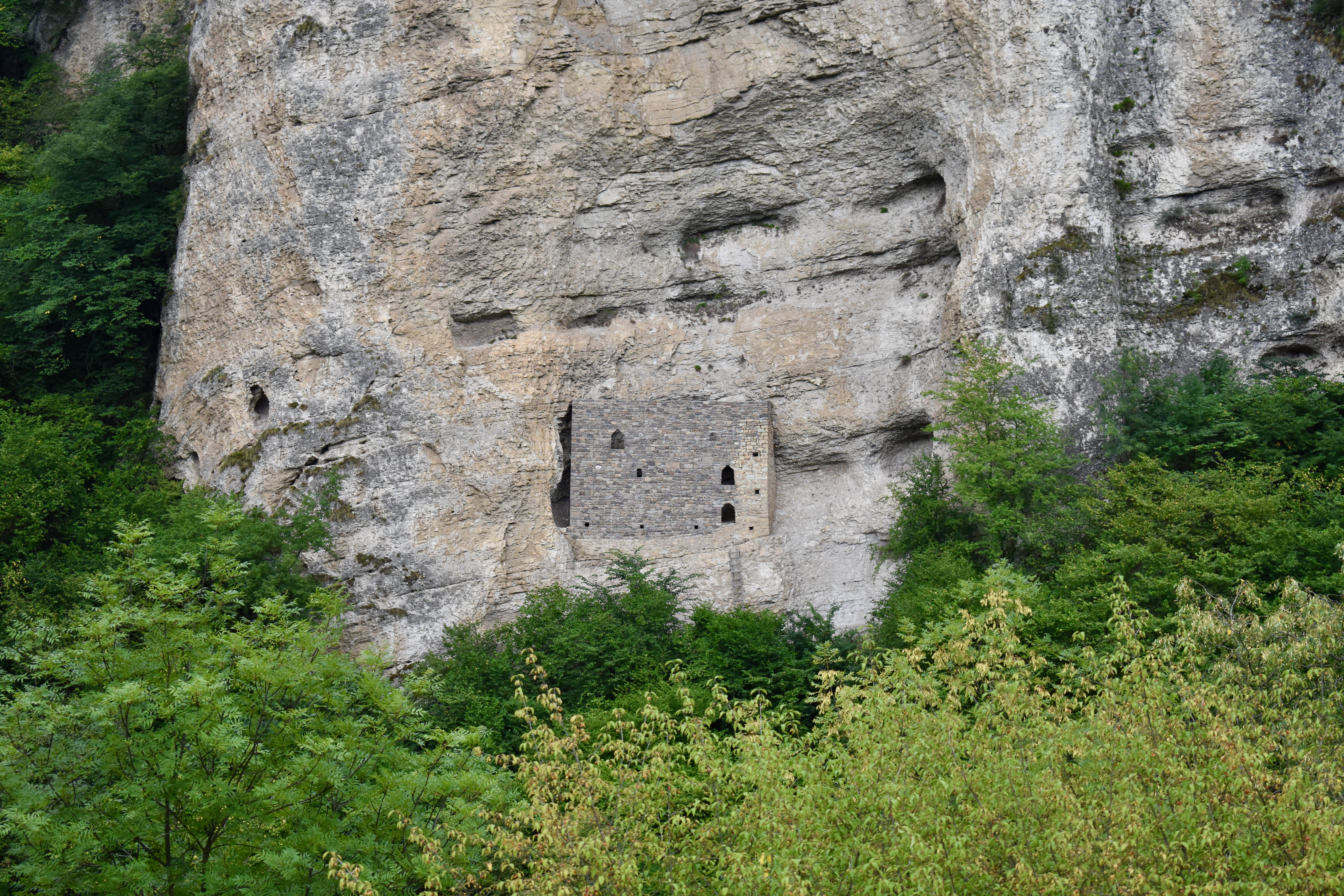
Нихалой. Наскальная сигнальная башня.

Археолог В. Ф. Миллер писал об одной из них:
К замку ведет узкая, частью высеченная в скале карнизом тропа, кое-где обрывающаяся и заменённая деревянными мостками. Тропа ведет к низким, скорее похожим на окно, воротам, находящимся в остатках стены. Ворота ведут в небольшой двор, расположенный на естественном выступе, образуемом утесом. Двор со всех сторон обнесен стеною, частью обрушившейся. Налево параллельно с отвесным утёсом внутри двора тянется стена, образующая жилище, которому левой стеной служит скала. Выше виднеются остатки двух башен, прикрепленных к навесу, образуемому утёсом. На значительном пространстве скала покрыта копотью, свидетельствующей о том, что некогда в этой ужасной твердыне жили люди. Но поразительное впечатление производит небольшой балкон, сохранившийся каким-то чудом на страшной высоте. Некогда, когда замок возвышался во всем своем суровом величии, к балкону вела лестница, которая обрушилась с крутизны вниз, как и стены башен. В настоящее время балкон висит одиноким свидетелем прошлого и нет к нему никакого доступа. Держится он на массивных деревянных брусьях, выступающих на сажень из скалы.
Такие башни встречаются только в Чечне (Ушкалой, Нихалой, Башинкале, Итиркале, Девнечу, Хайха, Дока-Бух и Осетии, где отмечено несколько таких построек.

## Ареал башен

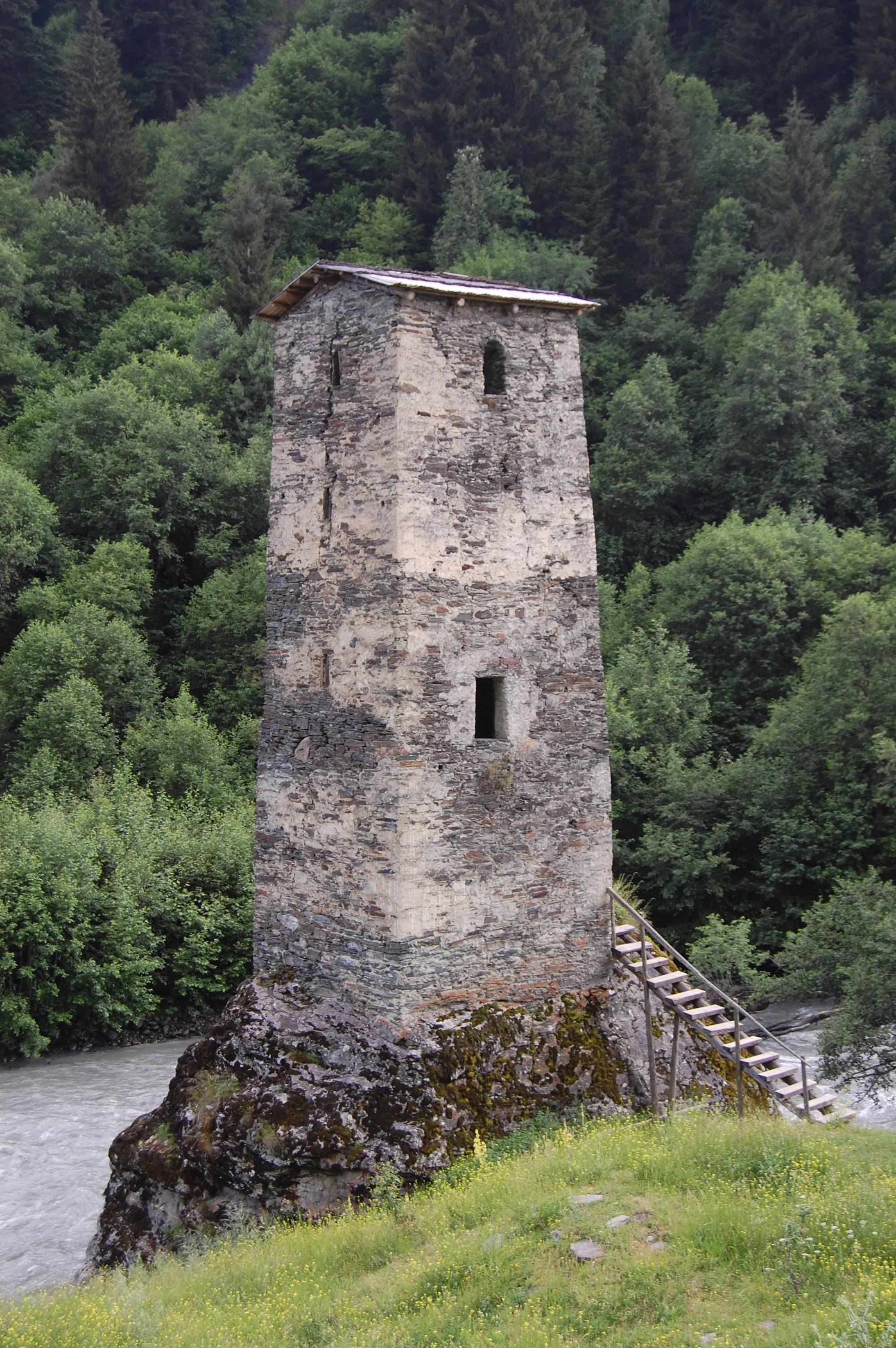
Сванская башня

Жилые башни были распространены в горах от Чечни до Северной Осетии, реже в Кабардино-Балкарии и Карачаево-Черкесии. Кроме того, жилые башни были характерны для северных районов Грузии, граничащих с Чечнёй: Хевсуретии, Тушетии, Мтиулети, Хеви и Сванетии. В Чечне жилые и боевые башни строились во всей горной полосе, даже после десятков экспедиций царских войск в горы Чечни во время Кавказской войны башни можно было видеть повсеместно, в том числе и в восточной части Ичкерии где в Харачое находится одна из древнейших башен на территории Кавказа. Но в силу отсутствия скальных пород и наличие лесов в этой части Чечни практическая польза от высоких башен была минимальна и их строительство в Ичкерии (как и на равнине) не получило массового характера. Жители Веденского, Саясановского и Ножай-Юртовского районов называют ряд мест, где когда-то высились боевые башни. На чеченской равнине башни располагались в стратегических местах, например у ханкальских ворот и на склонах Сунженского хребта.
В Чеберлое жилые и боевые башни был распространены практически по всей территории. На границе с Дагестаном боевые башни и укрепления были построены в селениях Хой, Кезеной, Харкарой. Многие башни, и жилые и боевые, были разрушены во время Кавказской войны. В течение короткого времени здесь произошло несколько крупных восстаний и против Шамиля, и против российских войск. Эти восстания были жестоко подавлены, а селения, жители которых принимали в них участие, разрушены.

## Чеченские строители
В период башенного строительства в Чечне было много высококвалифицированных потомственных мастеров-строителей. Одним из самых известных строителей был Мута из селения Хачара, который построил много башен на территории Чечни и Грузии.
Выделялись своим мастерством зодчие из чеченского общества Майста, ими было построено много башен и замковых комплексов в Чечне, Ингушетии и в горной Грузии. Майстинские зодчие Эта, Гаспар, Чочкар, Азшер и Багат специализировались на возведении полубоевых и жилых башен, каменщики из Васеркела и Цекалоя — на возведении погребальных сооружений, мастера из селения Пого — в строительстве культовых объектов и каменных изваяний.
Исследователь С. Ц. Умаров приводит некоторые предания о чеченских средневековых башнях и замках, из которых явствует, что в строительстве придерживались высокой организации труда и дисциплины. Среди мастеров-строителей имела место специализация — на зодчих и каменщиков.
Также наблюдалась специализация на камнедобытчиков и камнерезчиков. Орудия труда у мастеров были примитивными: камнедобытчики пользовались тяжёлыми металлическими ломами и кувалдами, а камнерезчики — разновидностями молотков и резцов. Камень являлся достоянием общины, и его добыча регулировалась определёнными правилами.

## Уничтожение чеченских башен
В различные исторические периоды, особенно во время войн, восстаний и внешних вторжений, чеченские башни подвергались целенаправленному уничтожению. Основные причины разрушения включали стремление лишить местное население возможности обороны, подавить очаги сопротивления, а также использовать строительный материал для возведения укреплений на завоёванных территориях.
Согласно документу XIII века, ряд памятников культуры был разрушен, предположительно в период монгольского нашествия.
Особо интенсивному разрушению башенные комплексы подверглись в период Кавказской войны. 6 августа 1854 года отряд барона Вревского атаковал аккинский аул Вауги, состоявший из 20 двухэтажных жилых башен, окружённых каменной стеной с бойницами. Внутреннюю оборону обеспечивали 12 боевых башен. После артобстрела все защитники были уничтожены, а строения сожжены.
Отряд генерал-майора А. А. Баженова провёл военную экспедицию в три аула Терлоевского общества, в ходе которой были уничтожены все каменные дома и башни. Даже на более отдалённых территориях, вверх по течению Аргуна, отмечалось наличие многочисленных башен, сохранившихся в повреждённом виде — частично разрушенных, но всё ещё стоящих по нескольку на каждой версте.
В донесении помощника командующего войсками Терской области от 9 декабря 1860 года (№ 157) сообщается об уничтожении башенных сооружений и жилищ в аулах обществ терлоевского, дишнинского, мулкоевского, хачароевского, чантийского и зумсоевского.
Уничтожение башен происходило и в периоды относительного мира. Так, в 1910 году русский офицер В. А. Авие в статье «Поездка в Чечню» зафиксировал факт учебной артиллерийской стрельбы по двум древним башням у входа в Аргунское ущелье. Несмотря на повреждения, башни выстояли, вызвав одобрение и гордость местных жителей. Автор писал:
Мишенью для этой стрельбы самым варварским образом избрали две старинные башни. При первом же залпе были сбиты верхние углы. Но, к чести древних памятников, башни остались стоять невредимыми, к великой радости и гордости чеченцев. На лицах жителей ясно читалось презрение к русскому оружию, насмешка над изношенными пушками и негодование за неуважение к их культурному наследию.
Башни разрушались также при строительстве дорог и фортификаций. У въезда в Аргунское ущелье в 1844 году была построена крепость Воздвиженская на месте ранее существовавшей башни. В районе села Зонах в 1858 году также было возведено укрепление на месте древнего сооружения.
Разрушение башенных объектов продолжилось и в советский период. В 1927 году по инициативе органов НКВД была взорвана башня в селе Ушкалой. Местное население специально собрали для демонстрации показательной казни культурного объекта.
Во время депортации чеченцев в 1944 году были разрушены и осквернены десятки архитектурных памятников — в частности, башни, культовые и погребальные сооружения в сёлах Ушкалой, Зумсой, Пешха и других.
Систематическое уничтожение памятников традиционной архитектуры продолжилось и в ходе чеченских войн 1990-х — 2000-х годов. Архитектурные объекты нередко становились целью ракетно-бомбовых ударов и артобстрелов, что привело к утрате значительной части культурного наследия региона.

## В современной архитектуре

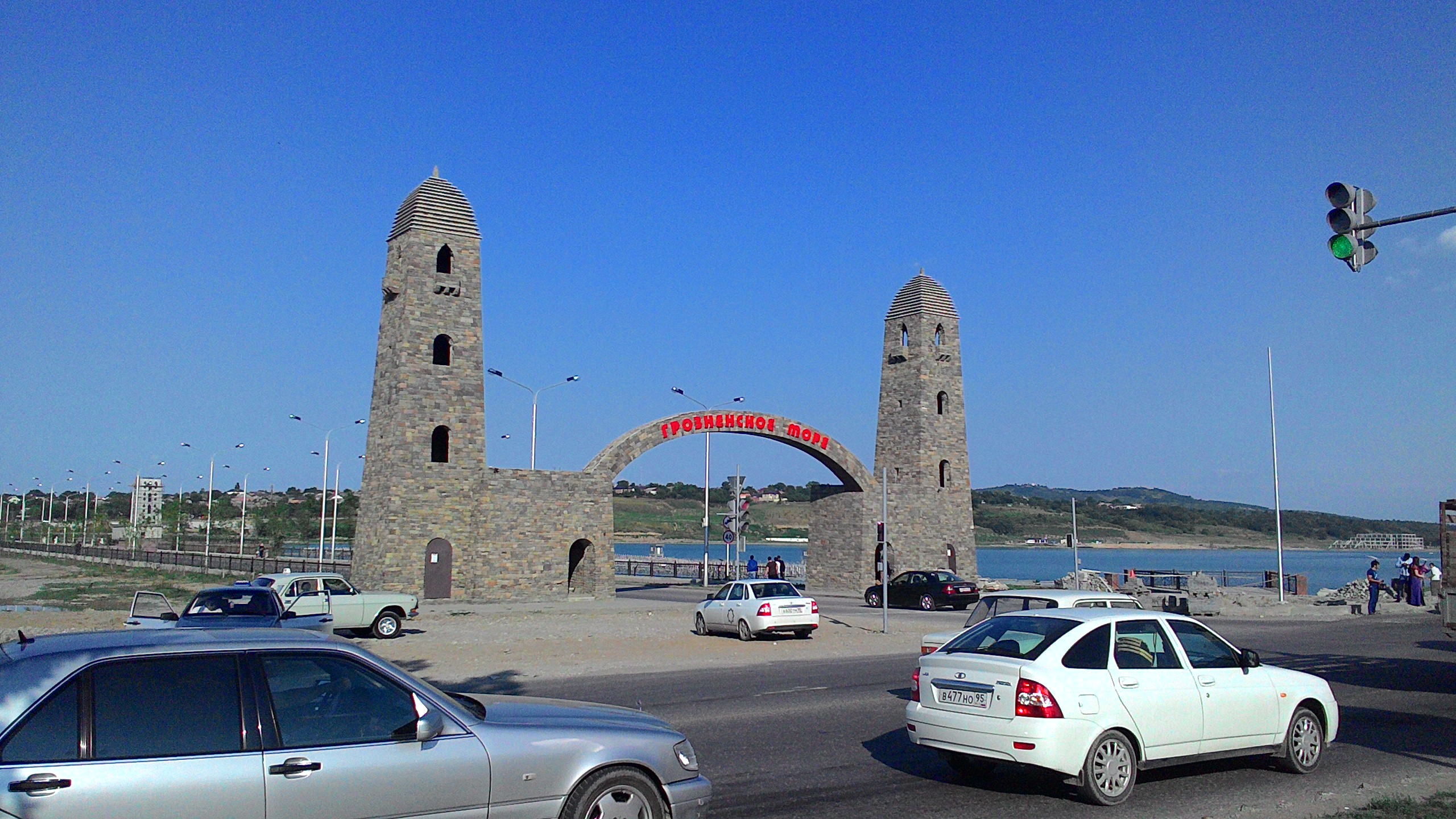
Башни на дамбе Чернореченского водохранилища

Мотивы чеченской башенной архитектуры используются при строительстве и проектировании современных объектов:
- Национальный музей Чеченской Республики
- Ахмат Тауэр[62]
- «Шали-Сити» и др.

## В филателии

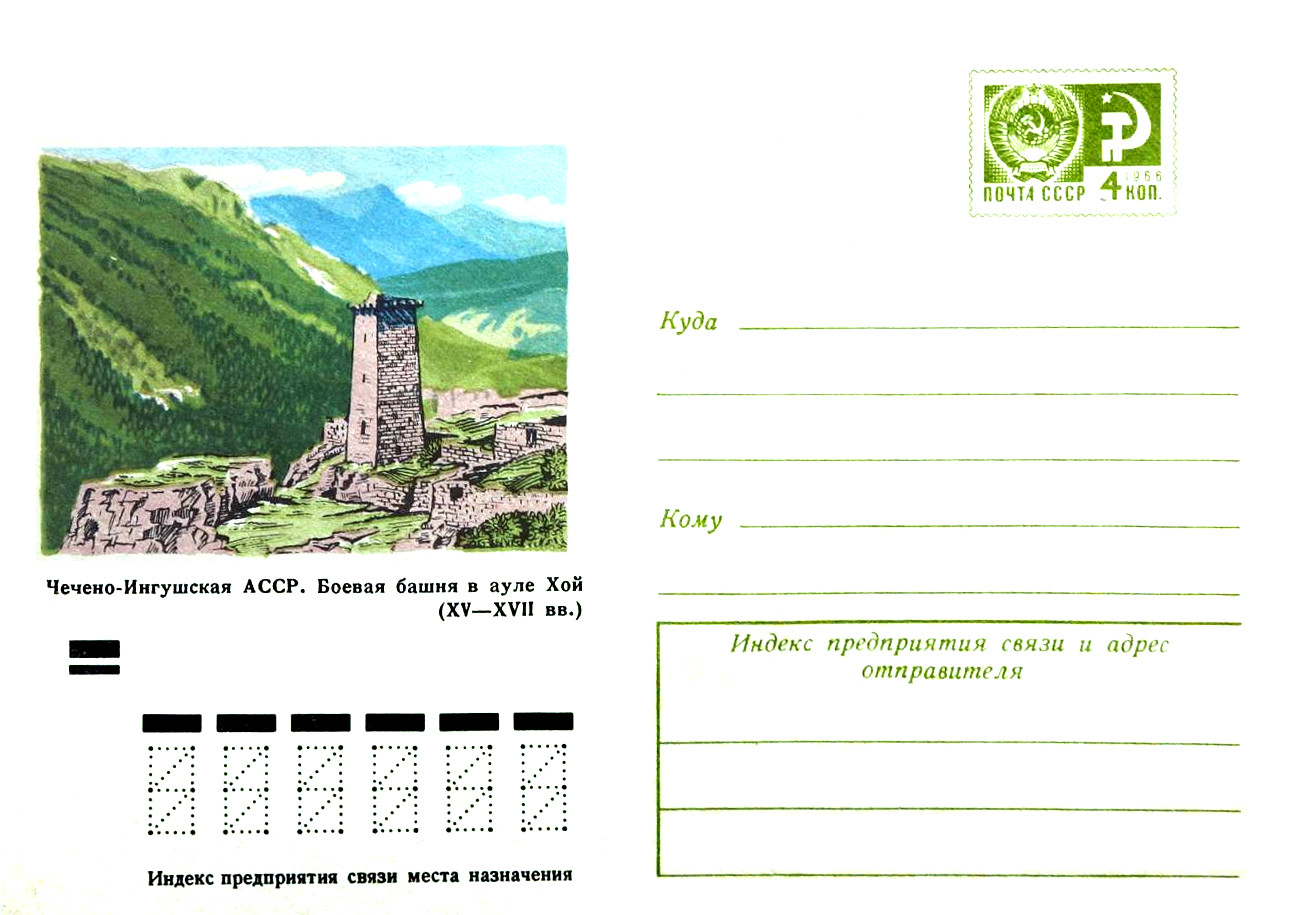
Боевая башня в ауле Хой. Конверт СССР 1973 года.

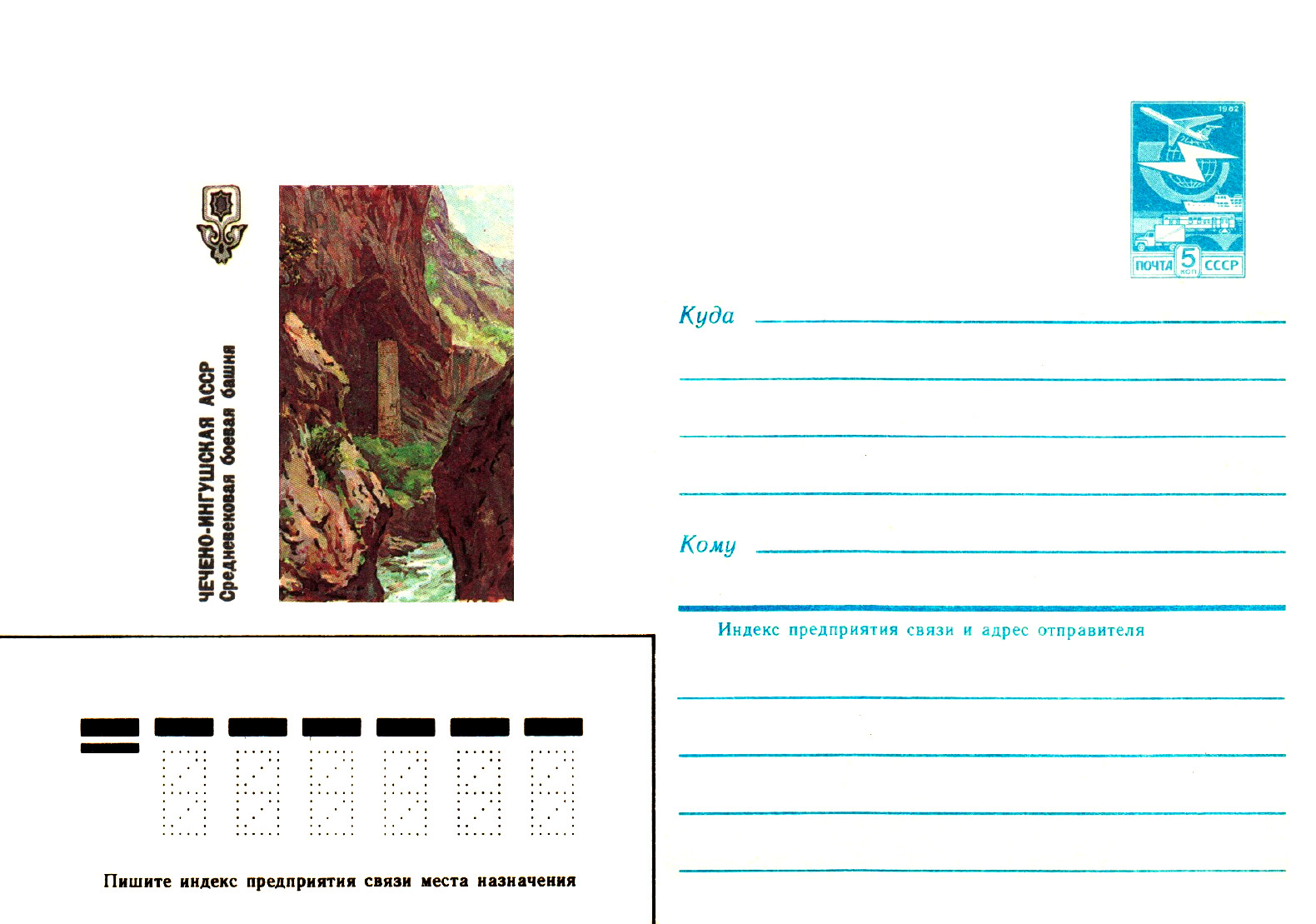
Одна из ушкалойских башен. Конверт СССР 1984 года.

В 1973 году в СССР был выпущен художественный маркированный конверт с изображением боевой башни в ауле Хой. В 1984 году был выпущен конверт, на котором была изображена одна из ушкалойских башен. В 1996 году в Чеченской Республике Ичкерия была выпущена серия из пяти марок с изображением ингушских и чеченских башен.